# Thüringer Verlagsanstalt

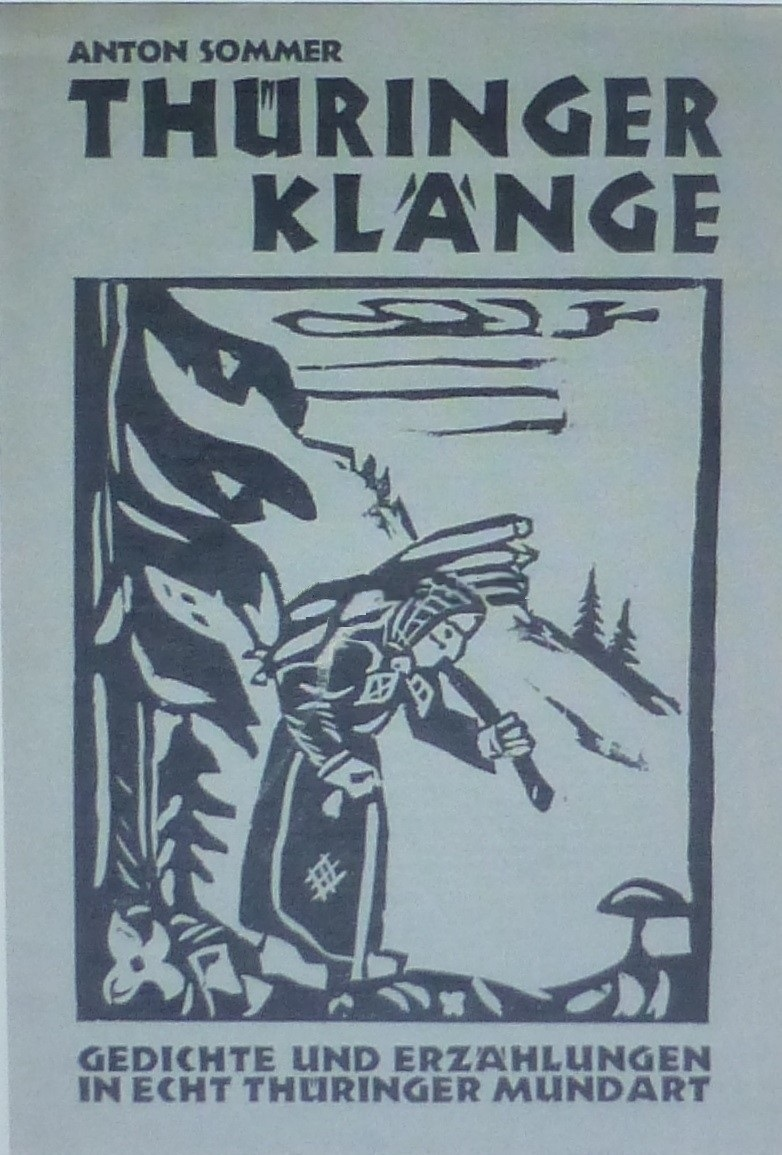
Anton Sommer, Thüringer Klänge, 1922

Die Thüringer Verlagsanstalt und Druckerei war ein Verlag in Jena und Weimar von 1921 bis 1947.

## Geschichte
Seit 1921 bestand die Thüringer Verlagsanstalt und Druckerei G.m.b.H. in Jena. (Sie ging möglicherweise aus der Thüringer Verlags-Anstalt von Weller, danach Jacob in Langensalza hervor und war mit der Volksbuchhandlung G.m.b.H. in Jena verbunden.) Die Thüringer Verlagsanstalt stand der SPD in Thüringen nahe und wurde möglicherweise von dieser betrieben. Ab 1922 erschienen dort verschiedene Schriften, vor allem zu politischen Themen aus sozialdemokratischer Sicht, außerdem einige Publikationen der Thüringischen Landesregierung. 1932 gab es die letzten feststellbaren Neuerscheinungen.

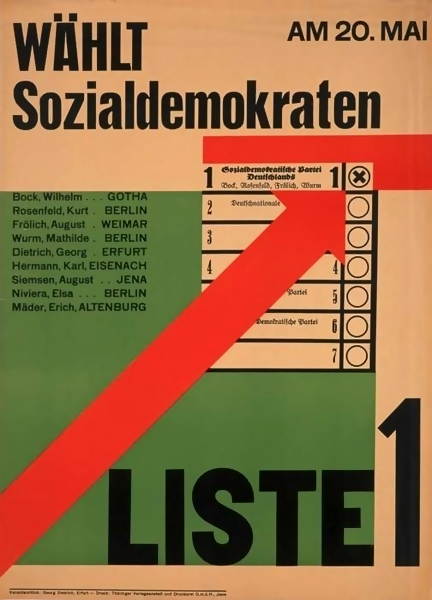
Wahlplakat 1928, in der Druckerei der Thüringer Verlagsanstalt

Ab 1933 wurde dort das Adressbuch für Jena herausgegeben. 1934 wurde der Verlag von einer NS-Organisation in Weimar übernommen.
1946 und 1947 gab es wieder eine Thüringer Verlagsanstalt in Weimar am Holzmarkt 3. Diese brachte einige Schriften, vor allem zur Volksbildung heraus. Nachfolger wurde der Verlag Werden und Wirken in Weimar von Ende 1947 bis 1949.